# Sounds of Silence
| 전문가 평가   | 전문가 평가 |
| 평가 점수     | 평가 점수   |
| 출처          | 점수        |
| ------------- | ----------- |
| Allmusic      | link        |
| Record Mirror | [ 2 ]       |

《Sounds of Silence》는 1966년 1월 17일에 발매된 사이먼 & 가펑클의 두 번째 스튜디오 음반이다. 이 음반의 제목은 이 듀오의 첫 번째 주요 히트곡인 〈The Sound of Silence〉의 제목을 약간 변형한 것이다. 이 곡은 이전에 음반 《Wednesday Morning, 3 A.M.》의 어쿠스틱 버전으로 발매되었고, 후에 영화 《졸업》의 사운드트랙으로 발매되었다. 1965년 6월 15일 폴 사이먼이나 아트 가펑클의 지식 없이 컬럼비아 레코드 프로듀서 톰 윌슨이 일렉트릭 기타, 베이스, 드럼을 오버더빙을 했다. 이 새로운 버전은 1965년 9월에 싱글 음반으로 발매되었고 음반을 발표했다.
〈Homeward Bound〉는 영국 음반에서 발매되었으며, 〈Richard Cory〉 이전의 Side 2의 시작 부분에 배치되었다. 이후 미국에서는 다음 음반 《Parsley, Sage, Rosemary and Thyme》로 발매되었다. 또한 LP와 CD에 박스 세트인 《Simon & Garfunkel Collected Works》의 일부로 발매되었다. 음반에 수록된 많은 곡들은 폴 사이먼이 1965년 런던에 사는 동안 작곡한 것이었다.

## 커버 아트
커버 아트에는 둘이 오솔길 위에서 카메라를 뒤돌아보는 모습이 담겨 있다. 이 사진은 캘리포니아주 로스앤젤레스에 있는 프랭클린 캐니언 파크에서 촬영되었다. 그들이 착용한 중등학교 스카프는 영국 혼처치에 위치한 캠피언 스쿨 출신이다. 이 학교는 폴이 영국에 머무는 동안 숙식했던 브렌트우드 가문의 소년들이 다녔던 학교였다. LP 뒷면에는 둘의 솔직한 모습이 담긴 사진과 함께 각 곡의 가사 일부가 인용되어 있다.
오리지널 LP의 커버 아트에는 세 가지 변형이 존재한다. 첫 번째 버전은 듀오의 이름이 한 줄에 모두 대문자로 표기되고, 음반 제목이 또 다른 줄에 모두 대문자로 표기되며, 수록곡 제목은 없다. 두 번째 버전은 각 단어의 첫 글자만 대문자로 표기하고, 곡 목록에 추가된다. 세 번째 버전은 두 번째 버전과 앞면 커버는 동일하지만, 뒷면 커버에서는 가펑클이 들고 있는 《타이거 비트》 잡지의 모습을 에어브러시로 지워냈다.

## 곡 목록
모든 곡들은 특별한 언급이 없는 한 폴 사이먼에 의해 작사/작곡하였다.
| #  | 제목                             | 작사·작곡       | 재생 시간 |
| -- | -------------------------------- | --------------- | --------- |
| 1. | 〈The Sound of Silence〉         |                 | 3:08      |
| 2. | 〈Leaves That Are Green〉        |                 | 2:23      |
| 3. | 〈Blessed〉                      |                 | 3:16      |
| 4. | 〈Kathy's Song〉                 |                 | 3:21      |
| 5. | 〈Somewhere They Can't Find Me〉 |                 | 2:37      |
| 6. | 〈Anji〉                         | 데이비 그레이엄 | 2:17      |

| #  | 제목                               | 재생 시간 |
| -- | ---------------------------------- | --------- |
| 1. | 〈Richard Cory〉                   | 2:57      |
| 2. | 〈A Most Peculiar Man〉            | 2:34      |
| 3. | 〈April Come She Will〉            | 1:51      |
| 4. | 〈We've Got a Groovy Thing Goin'〉 | 2:00      |
| 5. | 〈I Am a Rock〉                    | 2:50      |